# Yevheniya Yaroshynska
Yevheniya Yaroshynska (1868 – 1904) foi uma educadora, escritora e activista ucraniana.
Ela nasceu na província de Bucovina, na Ucrânia Ocidental, naquela época parte da Áustria-Hungria. Como o alemão era a língua oficial na época, as suas primeiras histórias foram escritas em alemão. Depois de um jornal ucraniano ter sido estabelecido na sua região, ela começou a ler autores ucranianos e a estudar o folclore local. Ela escreveu a letra de 450 canções folclóricas bukovinianas. Em 1888, ela começou a escrever artigos sobre a cultura ucraniana para jornais ucranianos, alemães e checos. Dois anos depois, ela começou a escrever histórias em ucraniano e a traduzir literatura para o ucraniano. Ela estudou para se tornar professora e recebeu o seu certificado em 1896. Ela também se envolveu no movimento de mulheres na Ucrânia.
Yaroshynska contribuiu para o almanaque Nasha dolya (Nosso destino), que foi editado por Nataliya Kobrynska.
Ela fez um curso de tecelagem e depois ensinou às camponesas esse ofício para permitir que gerassem mais renda para as suas famílias. Ela também formou clubes de leitura, onde lia jornais para os camponeses, a fim de mantê-los informados sobre os assuntos atuais.
O seu trabalho foi traduzido para o inglês para a coleção Mas... O senhor está em silêncio (1999).